# Бува (река)
Бува́ (тат. Буа, чув. Пӑва) — река в России, протекает по Урмарскому и Козловскому районам Чувашии и Зеленодольском районе Татарстана.
Образуется слиянием трёх рек: Сиспевар, Повавар и Хоравар юго-восточнее деревни Чирш-Сирма. Река впадает слева в Свияжский залив Куйбышевского водохранилища, образованный рекой Свияга. Длина реки — 35,6 км (по другим данным — 31 км), площадь водосборного бассейна — 183,5 км² (по другим данным — 222 км²).

## Описание течения
Река течёт на восток, протекает сёла Чирш-Сирма, Масловка, Семенчино, Янгильдино, Альменево, Васюково, Верхние Ураспуги, Нижние Ураспуги, Малые Ачасыры, Киреево. Впадает в Куйбышевское водохранилище у деревни Бритвино.

## Притоки
Известно 14 притоков, главный — Сиспевар длиной 10,9 км.
- правые: Хасирмы;
- левые: Армянка, Горлинка.

## Данные водного реестра
По данным государственного водного реестра России относится к Верхневолжскому бассейновому округу, водохозяйственный участок реки — Волга от Чебоксарского гидроузла до города Казань, без рек Свияга и Цивиль, речной подбассейн реки — Волга от впадения Оки до Куйбышевского водохранилища (без бассейна Суры). Речной бассейн реки — (Верхняя) Волга до Куйбышевского водохранилища (без бассейна Оки).
Код объекта в государственном водном реестре — 08010400712212100003112.